# Violon du Massif central

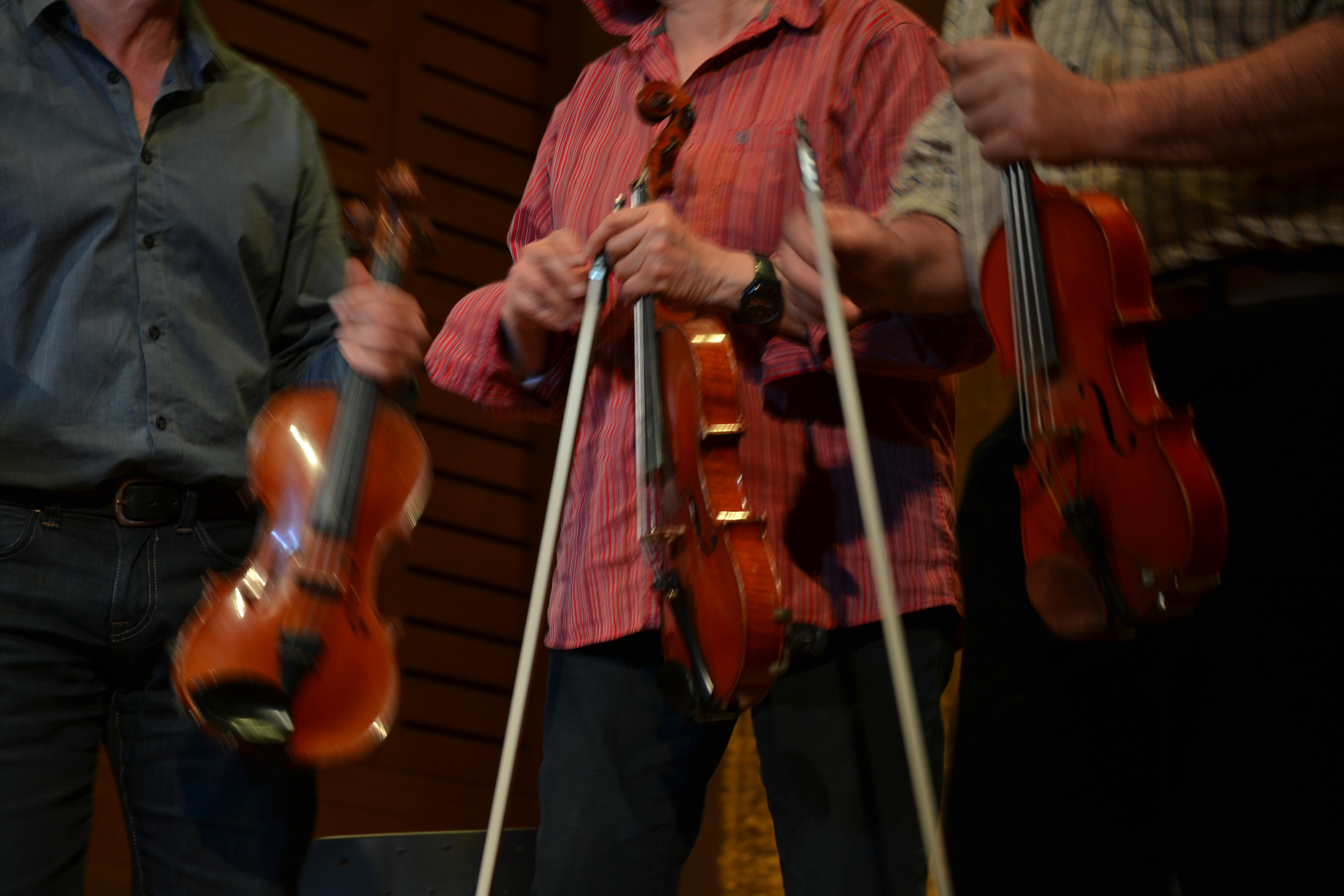
Concert de violoneux interprétant le matériau musical collecté en Limousin (ici à Limoges en 2017).

La pratique du violon dans le Massif central est une pratique musicale traditionnelle attestée dans cette région culturelle et naturelle du centre de la France, dans une pratique populaire dès le XIXe siècle, formellement identifiée et collectée dans le deuxième moitié du XXe siècle.
L'ouest du Massif central, et plus particulièrement la Montagne limousine, située au centre et à l'est de l'ancienne région administrative Limousin, ainsi que les hautes terres entre Cantal et Puy-de-Dôme, constituent avec la Bretagne et le Poitou, l'un des principaux foyers de pratique puis de collectage du violon traditionnel en France aux XIXe et XXe siècles.

## Géographie
La zone centrale de pratique et d'observation de cette pratique s'étend principalement sur trois départements, en partie, à savoir le Cantal, la Corrèze et le Puy-de-Dôme. Dans le détail, les régions naturelles concernées sont la Montagne limousine, l'Artense et le Cézallier, mais plusieurs musiciens ont pu être répertoriés dans des vallées et plateaux connexes (bassin de Brive, Margeride, Livradois…), de sorte que des marges des départements voisins (Creuse, Haute-Loire et Haute-Vienne) peuvent être associés à ce territoire du violon du Massif central.

## Historique
La pratique du violon semble attestée dès le XVIIe siècle dans la région de Tulle.
Dès la fin du XVIIIe siècle, l'essor du centre de lutherie de Mirecourt, dans les Vosges, contribue à la diffusion massive du violon dans toute la France. La présence des violons dans les formations musicales du Limousin est repérée dans plusieurs sources écrites du XVIIIe siècle, à Brive, Limoges ou Aixe-sur-Vienne.
Entre 1850 et 1950, on peut jauger l'ampleur de la pratique en estimant que chaque village possédait au moins un musicien de violon, certains en comptant plusieurs, jusqu'à une vingtaine. Le développement de cette pratique contribue à la rétractation de celle de la chabrette. C'est durant cette période, et même plus probablement entre 1880 et 1930, que le répertoire local se constitue. En Limousin toutefois, la pratique décline dans les formations collectives, au profit du piano et des instruments à vent de fanfares.
L'essor du jazz et de l'accordéon, au moment de la Seconde guerre mondiale, contribue au déclin de la pratique violon et à son occultation.

### Collectage

#### Les enquêteurs
Après la Seconde guerre mondiale, les collectages s'intensifient dans toute la France, sous l'égide d'institutions culturelles comme le Musée national des Arts et Traditions populaires, dont les enquêteurs arpentent la région. De façon marginale, c'est le cas de Claudie Marcel-Dubois et Marie-Marguerite Pichonnet-Andral, qui dans le cadre de leur « mission Centre-France » en 1959, enregistrent les violoneux Michel Tournadre et Paul Cardot à Lanobre (Cantal) et Michel Péchadre à Trémouille-Saint-Loup (Puy-de-Dôme). Le Limousin reste à l'écart de cet intérêt scientifique.
Les années 1970 et 1980 sont marquées par de plus grandes campagnes d'enregistrement, qui s'inscrivent dans le cadre du renouveau de la musique folk qui concerne toute la France. Les enquêteurs, jeunes, sont souvent originaires des villes situées aux marges du Massif central. Parmi eux figurent les membres du folk-club de La Chanterelle à Lyon (Michel Berger, Jean Blanchard — pionnier dès 1973,, Christian Oller) et du Bourdon à Paris (Jean-François Dutertre, Catherine Perrier et John Wright, Jean-François Vrod). S'y impliquent aussi de nombreux locaux, originaires du Limousin (Jean-Pierre Champeval, Olivier Durif, Jean-Jacques Le Creurer, Monique Pauzat et Jean-Michel Ponty), d'Auvergne (Éric Cousteix, Bernard Delmas, Frédéric Dorel, José Dubreuil, Michel Esbelin, Patrick Mona, André Ricros, Jean-Claude Rocher) ou de régions voisines (Thierry Boisvert, Alain Ribardière, Xavier Vidal). D'autres enquêtes se font avec l'Institut d'études occitanes du Cantal (Patrick Bec, Pierre Boissière). D'autres enquêteurs peuvent être cités, comme Jacques Coget, Anne Garzuel, Laurence Limier, Jean-Christian Nicaise. Certains introduisent une approche musicologique (c'est le cas de Françoise Étay, qui s'implique à la suite des premiers dans le cadre de son mémoire de maîtrise universitaire dirigé par Édith Weber).
Ils enrichissent souvent leur pratique de ce répertoire, dans le cadre de groupes de musique réputés comme Le Grand Rouge et La Bamboche. En Limousin, ils se regroupent au sein d'une Association des musiciens routiniers du Limousin, qui regroupe des praticiens d'autres instruments traditionnels, et dont le nom renvoie à la méthode d'apprentissage, par routine, donc d'oreille.
De premiers disques aboutissent à partir des collectages, comme Musique Traditionnelle des Pays de France, le premier volume d'une Anthologie de la musique traditionnelle française, paru en 1975, qui comprend des enregistrements de l'Auvergnat Antonin Chabrier et du Limousin Julien Chastagnol, ou plus tard Violoneux Corréziens en 1979.

#### Violoneux de tradition duXXesiècle
Parmi les violoneux collectés dans la deuxième moitié du XXe siècle, les mieux connus sont :
- Antonin Chabrier (1894-1979), d'Auzers (Cantal)
- Julien Chastagnol (1906-1978), de Chaumeil (Corrèze)
- André Gatignol (1919-1995), de Saint-Genès-Champespe (Puy-de-Dôme)
- Louis Jarraud (1910-2006), de La Croisille-sur-Briance (Haute-Vienne)[39]
- François Malthieu (1905-1988), de Tarnac (Corrèze)[40]
- Alfred Mouret (1901-1979), de Saint-Donat (Puy-de-Dôme)
- Michel Péchadre (1891-1982), de Trémouille-Saint-Loup (Puy-de-Dôme)
- Joseph Perrier (1911-2003), de Champs-sur-Tarentaine (Cantal)
- Léon Peyrat (1905-1988), de Saint-Salvadour (Corrèze)
- Henri Tournardre (1906-1996), de Champs-sur-Tarentaine (Cantal).

Ils ont pour point commun leur génération (nés vers 1900 pour l'essentiel, ayant appris leur instrument au plus tard dans les années 1920), d'avoir été musiciens de bals et de noces, jouant seuls la plupart du temps. Plusieurs ont procédé à des aménagements et interventions matérielles sur leur violon ; certains les fabriquent eux-mêmes.

### Valorisation
L'enseignement du violon traditionnel sur les territoires de cette pratique contribue à la vivacité de la musique. Le répertoire du violon auvergnat et limousin est également diffusé au-delà du Massif central, par d'autres lieux d'enseignement, des festivals et groupes et une importante discographie.
Plusieurs projets de valorisation rendent également visibles cette tradition, notamment en ligne. Réalisé par Sylvain Guehl, le site Violoneux.fr, en proposant un inventaire cartographique de la collecte de violon, y contribue ; en 2024, il répertorie 589 violoneux en Auvergne et Limousin.
Le Centre régional des musiques traditionnelles en Limousin est l'auteur d'un webdocumentaire consacré au violon populaire du Massif central, qui valorise avant tout l'expérience du collectage et plusieurs initiatives de réinterprétation de la tradition depuis les années 1970, sans adopter de posture ethnomusicologique ni mettre en lumière le parcours des musiciens enquêtés.

## Jeu et répertoire
Le répertoire traditionnel du violon en Auvergne et Limousin est lié à la pratique de danses traditionnelles, principalement des polkas, bourrées et sautières, les deux dernières étant particulièrement typiques de leur région.
Le jeu est marqué par une cadence élevée, en moyenne 240 pulsations à la croche, rythmé par les battements de pied énergiques des musiciens. Les variations rythmiques et la riche ornementation (broderies complexes) sont d'autres éléments caractéristiques.
Les airs traditionnels collectés dans les années 1970 et 1980 sont initialement et généralement accompagnés de chants, dont les paroles ont cependant plus rarement été enregistrées.

### Discographie
- Violoneux corréziens, 33 tours, Les Musiciens Routiniers, 1979.
- Jean-François Vrod, Violon du Limousin, CD, Cinq Planètes, 1998.
- La Trad'Bande, Violons limousins. Ab'aqui paubres dròlles, CD, CNR de Limoges, 1999.
- Violons Populaires en Nouvelle-Aquitaine, CD, UPCP-Métive, 2018.
- Basile Brémaud, Violon, Musique traditionnelle d'Auvergne et du Limousin, CD, AEPEM, 2019.
- Jean-Marc Delaunay, Violon, le son de l'Artense, musique traditionnelle d'Auvergne, CD, AEPEM, 2020.
- Les Violons de Nedde, CD, Rencontres musicales de Nedde, 2022.